# 58e cérémonie des Grammy Awards
 (avril 2025).
Si vous disposez d'ouvrages ou d'articles de référence ou si vous connaissez des sites web de qualité traitant du thème abordé ici, merci de compléter l'article en donnant les références utiles à sa vérifiabilité et en les liant à la section « Notes et références ».
La 58e cérémonie des Grammy Awards s'est déroulée le 15 février 2016 au Staples Center à Los Angeles (Californie).

## Palmarès

### General
Enregistrement de l'année
- Uptown Funk, Mark Ronson featuring Bruno Mars
  - Really Love, D'Angelo and the Vanguard
  - Thinking Out Loud, Ed Sheeran
  - Blank Space, Taylor Swift
  - Can't Feel My Face, The Weeknd

Album de l'année
- 1989, Taylor Swift
  - Sound and Color, Alabama Shakes
  - To Pimp a Butterfly, Kendrick Lamar
  - Traveller, Chris Stapleton
  - Beauty Behind the Madness, The Weeknd

Chanson de l'année
- Thinking Out Loud, Ed Sheeran
  - Alright, Kendrick Lamar
  - Blank Space, Taylor Swift
  - Girl Crush, Little Big Town
  - See You Again, Wiz Khalifa featuring Charlie Puth

Meilleur nouvel artiste
- Meghan Trainor
  - Courtney Barnett
  - James Bay
  - Sam Hunt
  - Tori Kelly

### Alternatif
Meilleur album de musique alternative
- Sound and Color, Alabama Shakes

### Country
Meilleure prestation vocale country
- Traveller, Chris Stapleton

Meilleure prestation vocale d'un groupe ou duo country
- Girl Crush, Little Big Town

Meilleure chanson country
- Girl Crush, Little Big Town

Meilleur album country
- Traveller, Chris Stapleton

### Dance
Meilleur enregistrement dance
- Where Are Ü Now, Skrillex and Diplo avec Justin Bieber

Meilleur album Electronic/Dance
- Skrillex and Diplo Present Jack Ü, Skrillex and Diplo

### Jazz
Meilleur solo de jazz
- Cherokee, Christian McBride

Meilleur album de jazz instrumental
- Past Present, John Scofield

Meilleur album de grand ensemble de jazz
- The Thompson Fields, Maria Schneider Orchestra

Meilleur album de jazz vocal
- For One to Love, Cécile McLorin Salvant

Meilleur album de jazz latin
- Made in Brazil, Eliane Elias

### Pop
Meilleure prestation pop
- Thinking Out Loud, Ed Sheeran

Meilleure prestation vocale pop d'un duo ou groupe
- Uptown Funk, Mark Ronson featuring Bruno Mars

Meilleur album vocal pop
- 1989, Taylor Swift

### Rap
Meilleure collaboration rap/chant
- These Walls, Kendrick Lamar featuring Bilal, Anna Wise & Thundercat

Meilleure prestation rap solo
- Alright, Kendrick Lamar

Meilleure chanson rap
- Alright, Kendrick Lamar

Meilleur album rap
- To Pimp a Butterfly, Kendrick Lamar

### Rock
Meilleure prestation rock
- Don't Wanna Fight, Alabama Shakes

Meilleure prestation metal
- Cirice, Ghost

Meilleure chanson rock
- Don't Wanna Fight, Alabama Shakes

Meilleur album rock
- Drones, Muse

### R&B
Meilleure prestation R&B
- Earned It (Fifty Shades of Grey), The Weeknd

Meilleure chanson R&B
- Really Love, D'Angelo and the Vanguard

Meilleur album R&B
- Black Messiah, D'Angelo and the Vanguard

Meilleur album R&B contemporain
- Beauty Behind the Madness, The Weeknd

Meilleure prestation vocale R&B traditionnel
- Little Ghetto Boy, Lalah Hathaway

### Vidéos musicales/Films
Meilleur court-métrage musical
- Bad Blood, Taylor Swift featuring Kendrick Lamar

Meilleur long-métrage musical
- Amy, Amy Winehouse